# 호맘 아흐메드
호맘 알아민 아흐메드(아랍어: همام الأمين أحمد, Homam Al-Amin Ahmed, 1999년 8월 25일 ~ )는 카타르의 축구 선수로, 현재 카타르 스타스 리그의 알가라파 SC와 카타르 축구 국가대표팀에서 레프트 백으로 뛰고 있다.